# 1998年アリアナ・アフガン航空ボーイング727墜落事故
1998年アリアナ・アフガン航空ボーイング727墜落事故（1998ねんアリアナ・アフガン航空ボーイング727ついらくじこ）は、1998年3月19日に発生した航空事故である。カンダハール国際空港からカーブル国際空港へ向かっていたアリアナ・アフガン航空のボーイング727-228が空港へのアプローチに向けて降下中に墜落し、乗員乗客45人全員が死亡した。

## 事故機
事故機のボーイング727-228（YA-FAZ）は1981年1月22日に初飛行した。エンジンはプラット・アンド・ホイットニー JT8D-15を搭載していた。

## 事故の経緯
事故機はアラブ首長国連邦のシャールジャ国際空港を出発し、アフガニスタンのカンダハール国際空港を経由してカーブル国際空港へ向かうという予定外のフライトを行っていた。カーブル国際空港に向けて降下中、現地時間13時00分に同機は高度2,700フィート（820m）のシャーキ・バラタイ山に激突した。この事故で乗員乗客45人全員が死亡した。事故発生時は雪や雨が降っており、視界が悪い状態であった。

## 事故後
救助活動中、タリバン政権やアリアナ・アフガン航空の関係者が32個の遺体袋と、さらに15個の遺体袋を山から運んだと報告されている。事故当時は悪天候であり、まだ機体の残骸が炎上していたため救助活動は翌日の3時まで遅れた。また、1979年から1989年の間のソ連によるアフガニスタン侵攻時に設置された地雷の影響もあって救出作業は難航した。アリアナ・アフガン航空の関係者は20日、同機には乗客32人・乗員13人が搭乗していたと発表した。
ブラックボックスの捜索は行われたと言われるが、事故原因やブラックボックスの行方について報告や調査が行われた形跡はない（タリバン政権が国際的に孤立していたことが影響していると思われる）。アリアナ・アフガン航空のハッサン・ジャン社長は、事故は悪天候であったことが起因したと述べた。
この事故は、アリアナ・アフガン航空がEU空域への立ち入りを禁止されることになる原因の内の1つであった。

### タリバンとアルカイダの作戦
2001年11月のロサンゼルス・タイムズの記事によると、この便はシャールジャ、パキスタン、アフガニスタンの間で武器、金、麻薬、イスラム過激派を運ぶ一連の密輸に関与していた便の内の1つであった可能性がある。この便の乗客には、1996年から2001年にかけてアフガニスタンの大部分を支配しオサマ・ビンラディンを匿っていたアルカイダとタリバンの両方の武装勢力が含まれていたと言われている。タリバンはアリアナ・アフガン航空の航空機や資産、カンダハール国際空港とカーブル国際空港の大部分を支配していた政権であるため、航空機の運航を容易にし、武装勢力に偽の乗組員と従業員のIDを提供する手助けをしていた。ロサンゼルス・タイムズの報道によると、この便のパイロットはタリバンの関係者であった可能性がある。この記事は、1996年8月にアフマド・シャー・マスードの民兵がジャララバード空港から出発しようとしていたアリアナ・アフガン航空のボーイング727から偽の木材の貨物に隠されたアヘンを発見し、その便の飛行を停止させた事件を報じている。アメリカの情報当局は、こういったフライトやタリバン政権がアリアナ・アフガン航空に与えていた使用権のことを知っていたとされる。